# Bahnstrecke Samsun–Çarşamba
| Streckenverlauf Samsun–Çarşamba (orange) |                     |                                   |                                   |
| Streckenlänge: | 37 km               |                                   |                                   |
| Spurweite: | 750 mm (Schmalspur) |                                   |                                   |
| |                     |                                   |                                   |
| \| \| \| Alaçam – nie fertiggestellt \| \| \| \| Bafra – nie fertiggestellt \| \| \| \| Ondokuzmayis – nie fertiggestellt \| \| \| \| Depot am Hafen von Samsun \| \| \| \| Samsun \| \| \| \| Hafen Samsun \| \| \| \| Strecke Sivas–Samsun nach Sivas \| \| \| \| Strecke nach Azot \| \| \| \| Bahnhof Çarşamba – außer Betrieb \| \| \| \| Terme – nie fertiggestellt \| |                     |                                   |                                   |
| Kopfbahnhof Streckenanfang (Strecke außer Betrieb) |                     | Alaçam – nie fertiggestellt       | Alaçam – nie fertiggestellt       |
| Haltepunkt / Haltestelle (Strecke außer Betrieb) |                     | Bafra – nie fertiggestellt        | Bafra – nie fertiggestellt        |
| Haltepunkt / Haltestelle (Strecke außer Betrieb) |                     | Ondokuzmayis – nie fertiggestellt | Ondokuzmayis – nie fertiggestellt |
| Betriebs-/Güterbahnhof Strecke bis hier außer Betrieb |                     | Depot am Hafen von Samsun         | Depot am Hafen von Samsun         |
| Bahnhof |                     | Samsun                            | Samsun                            |
| Abzweig geradeaus und von links · Betriebs-/Güterbahnhof Streckenende und quer |                     | Hafen Samsun                      | Hafen Samsun                      |
| Abzweig geradeaus und nach rechts |                     | Strecke Sivas–Samsun nach Sivas   | Strecke Sivas–Samsun nach Sivas   |
| Abzweig ehemals geradeaus und nach links |                     | Strecke nach Azot                 | Strecke nach Azot                 |
| Bahnhof (Strecke außer Betrieb) |                     | Bahnhof Çarşamba – außer Betrieb  | Bahnhof Çarşamba – außer Betrieb  |
| Kopfbahnhof Streckenende (Strecke außer Betrieb) |                     | Terme – nie fertiggestellt        | Terme – nie fertiggestellt        |

Die Bahnstrecke Samsun–Çarşamba (türkisch Samsun-Çarşamba Demiyol Hattı) war eine 37 km lange Schmalspurbahnstrecke mit der Spurweite 750 mm von Samsun nach Çarşamba in der Türkei.

## Geschichte

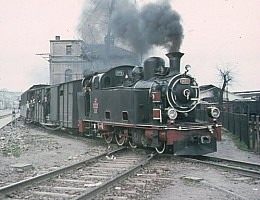
Dampflokomotive Nr. 34801
Col. Mahmut Zeytinoglu um 1970.

Die ersten Gespräche über den Bau einer Küstenstrecke, die die Ebenen von Çarşamba und Bafra mit dem Hafen von Samsun verbinden sollte, kamen während der Planung der Bahnstrecke Sivas–Samsun auf. Es wurde vorgeschlagen, in zwei Phasen vorzugehen: Erst von Samsun nach Çarşamba und dann von Samsun nach Bafra. Die ersten Pläne für die Bahnstrecke Samsun-Çarşamba wurden 1873 entworfen; der Entschluss zum Bau der Bahnstrecke Samsun-Bafra fiel 1890.
Die Pläne wurden während der Ottomanischen Periode allerdings nicht realisiert, sondern erst in der Republikanischen Periode wiederaufgenommen. Ein Vertrag zwischen den Tabakexporteuren Nemlizadeler und Nafia Nezareti hatte zum Ziel, die Häfen von Çarşamba und Bafra mit dem Hafen von Samsun zu verbinden, wobei der Bau am 6. Dezember 1923 beginnen sollte. Nemlizadeler gründete dafür die Samsun Coastal Railways Turkish Incorporated Company (türkisch Samsun Sahil Demiryolları Türk Anonim Şirketi).
Im Jahr 1924 erhielt die durch Tabakhandel reich gewordene Familie Nemlizadeler eine 75-jährige Konzession, eine Schmalspurbahn mit der Spurweite 750 mm von Alaçam über Bafra, Samsun, Çarşamba nach Terme zu bauen. Der erste Spatenstich wurde von Mustafa Kemal Atatürk mit silberner Spitzhacke und Schaufel am 16. September 1924 in Samsun durchgeführt. Die Strecke sollte eigentlich 150 km lang werden, aber nur der 37 km lange Streckenabschnitt von Samsun nach Çarşamba wurde gebaut und in Betrieb genommen. Die Bahnlinie wurde 1926 eröffnet.
Die Bahnstrecke wurde am 1. September 1926 fertiggestellt und feierlich eröffnet. Die Bahngesellschaft wollte mit dem Bau der Samsun-Bafra-Strecke 1927 beginnen, aber im Jahr 1928 geriet die Familie in finanzielle Schwierigkeiten und die restlichen Streckenabschnitte der Eisenbahnlinie wurden nicht gebaut.

Die staatliche Eisenbahngesellschaft der Türkei, Türkiye Cumhuriyeti Devlet Demiryolları (TCDD) übernahm 1929 die Strecke. Die Schmalspurbahnstrecke wurde 1971 als letzte türkische Schmalspurbahn stillgelegt. Am 29. Oktober 1980 wurde die Strecke als 38,5 km lange Normalspurbahn wiedereröffnet.

## Lokomotiven
Insgesamt wurden vier mit Kohle befeuerte Dampflokomotiven eingesetzt, die ab 1924 von Krauss und Henschel in Deutschland gebaut wurden:
| Achsfolge                  | 1'C't    |
| Leergewicht                | 22,2 t   |
| Dienstgewicht              | 28,4 t   |
| Treibradsatz               | ø900 mm  |
| Laufradsatz                | ø680 mm  |
| Zylinderzahl               | 2        |
| Bohrung                    | ø340mm   |
| Hub                        | 450 mm   |
| Druck                      | 11,8 bar |
| Heizfläche der Feuerbüchse | 34,4 m²  |
| Heizfläche des Überhitzers | 15,1 m²  |
| Rostfläche                 | 1,0 m²   |